# Дибирова, Ирина Игоревна
Ири́на И́горевна Дибирова (в девичестве — Полторацкая; род. 12 марта 1979, Антрацит, Ворошиловградская область) — российская гандболистка, трёхкратная чемпионка мира в составе сборной России, серебряный призёр летних Олимпийских игр 2008 года в Пекине. Играла на позиции разыгрывающей.

## Биография
Воспитанница ростовского гандбола. Первый тренер — Виктор Александрович Гусев.
Профессиональную карьеру начала в 1997 году в Ростове-на-Дону в клубе «Источник». Затем выступала за тольяттинскую «Ладу», датский «Слагелсе» и звенигородскую «Звезду».
С 1999 года по 2008 год выступала в составе гандбольной сборной России, в составе которой выигрывала медали Олимпийских игр, чемпионатов мира и Европы по гандболу и серебряные медали на Олимпийских играх. За победу на чемпионате мира 2001 года присвоено звание Заслуженного мастера спорта.
В 2008 году вместе со «Звездой» впервые в истории российского гандбола выиграла женскую Лигу чемпионов ЕГФ: в финале был обыгран австрийский клуб «Хипо». В ответном финальном матче (победа россиянок 31:29) Полторацкая забросила 10 мячей.
В 2010 году завершила карьеру игрока.
С 2013 года проживает в македонском городе Скопье, где за клуб «Вардар» выступает её муж — российский гандболист Тимур Дибиров.
С 10 марта 2017 года занимала пост главного тренера македонского женского клуба «Вардар».
Осенью 2018 года рассматривался вариант назначения Дибировой на должность помощницы Евгения Трефилова в тренерском штабе сборной России, но Ирина решила заняться семьёй.

## Учёба
Ирина Полторацкая окончила Ростовскую государственную педагогическую академию.

## Личная жизнь
Из спортивной семьи. Отец Игорь Полторацкий — мастер спорта по волейболу, играл за ростовские «Автомобилист» и СКА, харьковский «Локомотив» и чешскую «Фатру», ныне волейбольный тренер. Младшая сестра Светлана (род. 1985) тоже стала гандболисткой и играла за «Ростов-Дон», стала чемпионкой мира и Европы среди молодёжи. 
Ирина замужем за гандболистом Тимуром Дибировым. Воспитывают двоих детей — сына Мурада и дочь Тиану.

## Игровая карьера
- 1997—2000:  «Источник» (Ростов-на-Дону)
- 2001—2004:  «Лада» (Тольятти)
- 2004—2006:  «Слагельсе»
- 2006—2010:  «Звезда» (Звенигород)

## Достижения игрока

### Клубные
- 5-кратная чемпионка России (1998, 2002, 2003, 2004, 2007).
- Чемпионка Дании (2005).
- 2-кратный победитель Лиги чемпионов (2005, 2008).
- Обладатель Кубка ЕГФ (2006).
- Обладатель Кубка Кубков (2002).

### В сборной
- Серебряный призёр летних Олимпийских игр 2008 года.
- 3-кратная чемпионка мира (2001, 2005, 2007).
- Серебряный (2006) и бронзовый (2008) призёр чемпионатов Европы.

## Достижения тренера

### Клубные
- 2-кратный финалист Лиги чемпионов 2016/2017, 2017/2018.
- Обладатель Кубка России 2025.

## Награды и звания
- Заслуженный мастер спорта России (2001)[8].
- Медаль ордена «За заслуги перед Отечеством» I степени (2 августа 2009) — за большой вклад в развитие физической культуры и спорта, высокие спортивные достижения на Играх XXIX Олимпиады 2008 года в Пекине[9]
- Медаль ордена «За заслуги перед Отечеством» II степени (22 февраля 2004) — за заслуги в развитии физической культуры и спорта[10]